# Tarsaltunnel

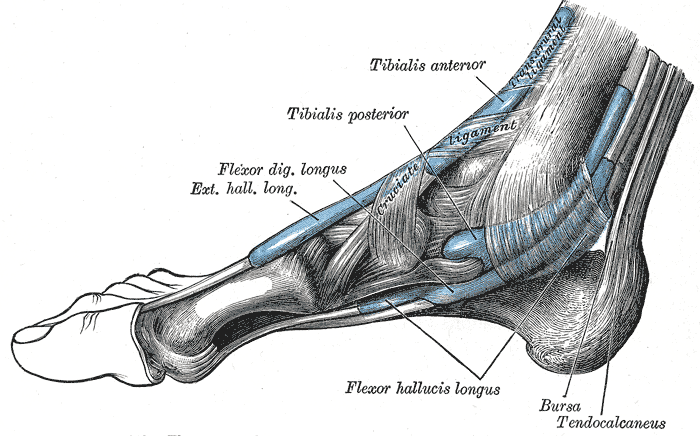
Rechter Fuß von der Innenseite gesehen. Man erkennt am Innenknöchel die durch den Tarsaltunnel ziehenden Sehnen mit ihren Sehnenscheiden und angedeutet das darüber liegende Retinaculum flexorum.

Der Tarsaltunnel, auch Canalis malleolaris genannt, ist ein knöchern und bindegewebig begrenzter Kanal im Bereich der Innenseite des Sprunggelenks. Er wird von den Innenseiten des Sprungbeins, des Fersenbeins und des Innenknöchels gebildet und vom Retinaculum flexorum komplettiert. Durch den Tarsaltunnel treten von vorn nach hinten die Sehne des Musculus tibialis posterior, die Sehne des Musculus flexor digitorum longus, die Arteria tibialis posterior und ihre Begleitvene, der Nervus tibialis und die Sehne des Musculus flexor hallucis longus.
Durch Einengung des Nervus tibialis im Tarsaltunnel kann es zu einem Nervenkompressionssyndrom kommen, das als Tarsaltunnelsyndrom bezeichnet wird.